# Паль Лаглер
Паль Лаглер (угор. Lágler Pál, нар. 8 жовтня 1913 — пом.?) — угорський футболіст, що грав на позиції півзахисника.
У складі аматорської збірної Угорщини учасник Олімпійських ігор 1936 року. Угорці в першому ж раунді поступились з рахунком 0:3 Польщі, у складі якої грали основні гравці збірної. Ще один матч у складі аматорської збірної зіграв незадовго до Олімпіади проти аматорської збірної Італії.
Грав у складі клуба із Будапешта «Мадяр Памут» СК, що виступав в аматорській лізі Будапешта. В 1937 році Лаглер зіграв 1 матч у вищому угорському дивізіоні у складі клуба «Кішпешт».